# ISO 3166-2:NL
Kódy ISO 3166-2 pro Nizozemsko identifikují 12 provincií, 3 konstituční země a 3 zvláštní správní obvody (stav v dubnu 2015). První část (NL) je mezinárodní kód pro Nizozemsko, druhá část sestává ze dvou písmen (popř. dvou písmen a jedné číslice) identifikujících nižší správní celek.

## Seznam kódů
- NL-DR Drenthe (Assen)
- NL-FL Flevoland (Lelystad)
- NL-FR Frísko (Friesland, Leeuwarden)
- NL-GE Gelderland (Arnhem)
- NL-GR Groningen (Groningen)
- NL-LI Limburg (Maastricht)
- NL-NB Severní Brabantsko (Noord Brabant, 's-Hertogenbosch)
- NL-NH Severní Holandsko (Noord Holland, Haarlem)
- NL-OV Overijssel (Zwolle)
- NL-UT Utrecht (Utrecht)
- NL-ZE Zeeland (Middelburg)
- NL-ZH Jižní Holandsko (Zuid Holland, Haag)

- NL-AW Aruba (taktéž pod separátním ISO 3166-1 kódem AW)
- NL-CW Curaçao (taktéž pod separátním ISO 3166-1 kódem CW)
- NL-SX Sint Maarten (taktéž pod separátním ISO 3166-1 kódem SX)

- NL-BQ1 Bonaire (taktéž pod separátním ISO 3166-1 kódem BQ)
- NL-BQ2 Saba (taktéž pod separátním ISO 3166-1 kódem BQ)
- NL-BQ3 Sint Eustatius (taktéž pod separátním ISO 3166-1 kódem BQ)